# Ixodia
Ixodia és un dels gèneres d'ocells, de la família dels picnonòtids (Pycnonotidae).

## Llistat d'espècies
Segons el Congrés Ornitològic Internacional (versió 13.2, 2023), aquest gènere conté 3 espècies:
- Ixodia erythropthalmos - Bulbul d'ulleres vermelles.
- Ixodia squamata - Bulbul escatós.
- Ixodia cyaniventris - Bulbul ventregrís.